# Prescott, Wisconsin
Prescott är en ort i Pierce County i delstaten Wisconsin, USA.